# Église Sainte-Thérèse-de-l'Enfant-Jésus du Rayol-Canadel-sur-Mer
Pour les articles homonymes, voir église Sainte-Thérèse-de-l'Enfant-Jésus.
L’église Sainte-Thérèse-de-l'Enfant-Jésus est un édifice religieux catholique français situé au Rayol-Canadel-sur-Mer, dans le Var.

## Situation
Construit le long des Degrés du Centre, l'édifice est situé à l'intersection de l’avenue de Bruxelles et de la Corniche d’Aix-les-Bains.

## Architecture
L'édifice présente une nef unique de 9 x 7 m dotée d'un chœur à chevet en plein cintre et d'un porche d'entrée à grande ouverture cintrée. L'extérieur adopte résolument le langage néo-provençal : pierres locales (dites « de Bormes ») jointoyées, rangs de génoises, tuiles canal, contreforts, etc.
Le décor intérieur, sobre, est marqué par l'Art déco et se limite à quatre colonnes, dont deux engagées au niveau de la séparation nef-chœur. Le plafond est plat et les ouvertures latérales en plein-cintre ou rondes, témoignant d'une certaine permanence du style roman dans l'architecture provençale, elle-même revisitée par le style néo-provençal.

## Histoire

### Construction de la chapelle
S'il existe d'importantes propriétés, rares, au Rayol dès le début du XXe siècle, la station balnéaire et climatique du Rayol est créée de toutes pièces par approbation préfectorale du 22 décembre 1925. Le dépliant promotionnel de la Compagnie d'Entreprises Immobilières de 1927 vante les installations modernes de la station, alors section côtière de la commune de La Môle : escalier fleuri pour gagner la plage et sa jetée, hôtels, tennis, ferme (pour le lait frais), eau potable en abondance et sous pression… Parmi les travaux en cours, il est mentionné « … la reconstitution d’un village provençal, groupant autour de la Place Publique la chapelle et les principales maisons d’approvisionnement … » .
Un premier projet, établi par les architectes Sarazin et Mas, prévoit un édifice de style néo-provençal aux dimensions relativement modestes, mais doté en façade d'un escalier à double révolution et d'un étage inférieur (crypte ?) qui donne à l'ensemble une allure de « basilique » pour reprendre les mots de Germont. Pour des raisons inconnues, mais certainement financières (crise de 1929) ce projet n'est pas exécuté. Il est néanmoins repris, sans l'imposant escalier, et avec peu de modifications, par l'architecte Marcel Guesnot.
La Compagnie d'Entreprises Immobilières cède à l'Association diocésaine de Fréjus 957 m2 en avril 1930, tout à côté de l'agence de Guesnot. La surveillance des travaux réalisés par l'entreprise Gayaud est aisée pour l'architecte voisin du chantier.
L'édifice construit est alors une chapelle dépendant de l'église de La Môle. Elle deviendra église (et donc siège de paroisse) en 1960, avec l'indépendante du Rayol-Canadel-sur-Mer après la Seconde Guerre mondiale.

### Construction de l'amphithéâtre

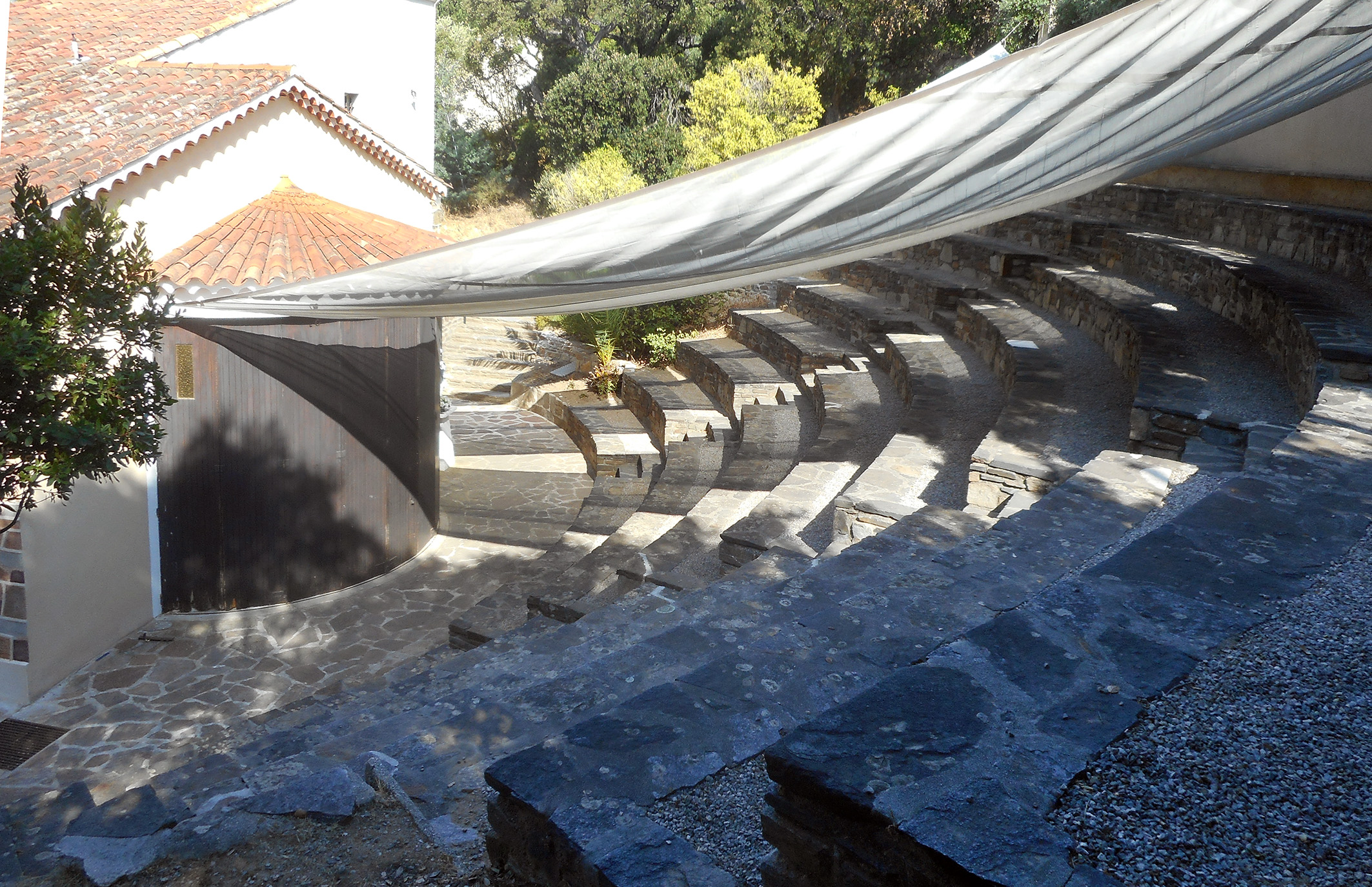
L'amphithéâtre au chevet de l'église du Rayol.

En 1967, face à la hausse démographique des habitants du Rayol, notamment des « Estivants » (vacanciers venant en juillet et en août), l’église est devenue trop petite. Il est décidé de construire un amphithéâtre extérieur (capacité : 350 places – architecte : Jean Ghibaudo, 1932-2013), au chevet du chœur, en profitant de la pente naturelle du terrain. Le chœur, jusqu'alors plat, est doté d'une abside semi-circulaire. Celle-ci est fermée ordinairement par des volets de bois qui sont ouverts lors des célébrations, le prêtre officiant alors toujours dans le chœur, mais de l’autre côté de l’autel. Les fidèles, installés en plein air, sont protégés du soleil par des vélums tendus spécialement pour la saison estivale.
Des concerts de musique classique y sont également donnés.

### Construction du clocher-presbytère
De 1981 à 1983 est projetée puis réalisée la tour-clocher-presbytère (Jean Ghibaudo, 1932-2013, architecte), en hors d’œuvre au nord-ouest de l’édifice existant. Il manquait effectivement au Rayol-Canadel un presbytère, les curés successifs habitant jusqu'alors à la Villa Saint-Jean, maison de repos pour prêtres située dans la commune entre l’avenue Clément Bayard et la corniche de Paris (transformée aujourd’hui en hôtel), ou ailleurs.
Le style adopté reste le néo-provençal, en harmonie avec l’église. Le projet de départ prévoyait le rez-de-chaussée de cette extension comme transept, nécessaire pour accueillir des fidèles alors toujours plus nombreux. Dans les faits, le manque de visibilité du chœur et la nécessité d’une sacristie vont rendre cette destination rapidement caduque. Cela explique néanmoins la présence de vitraux dans l’actuelle sacristie.

### Restaurations
L’église a subi de nombreuses restaurations du fait des défauts inhérents à ses matériaux de construction : une pierre locale chargée en fer, et un sable tiré de la plage. De ce fait, les peintures intérieures doivent être régulièrement refaites.
Une très importante restauration des extérieurs a eu lieu entre 2014 (études et devis) et 2016 (fin des travaux) : les murs en pierres apparentes ont été consolidés et recouverts en totalité d'un ciment de maintien. Un décor feint en enduit coloré imitant un appareillage de pierres locales a ensuite été réalisé, redonnant à l’édifice son aspect originel. Les badigeons intérieurs ont également été refaits, faisant perdre au plafond sa teinte bleu ciel pour une couleur blanche, et le rideau à soufflet entre la nef et la base du clocher, dernier vestige de la volonté de créer un transept avec les agrandissements de 1981-1983, supprimé au profit d'un mur maçonné.

## Cloche
L’église Sainte-Thérèse du Rayol possède une cloche unique, installée primitivement dans un clocheton à l'aplomb du pignon puis, depuis 1983, dans un campanile en fer au sommet du clocher-presbytère.
D’un poids de 240 kg, elle date de 1933 et a été bénie par Mgr Siméone (de), évêque de Fréjus et Toulon. Ses parrain et marraine étaient Pierre Ferry et Louise Lehnoff. Sa note est do dièse.

## Culte
L'église dépend du diocèse de Fréjus-Toulon. Jusqu’en 1992, elle était desservie par un curé résidant à demeure. Desservie depuis par le curé de Cavalaire-sur-Mer, les fidèles du Rayol-Canadel se sont alors émus des possibles répercussions sur le culte au Rayol (moins de messes, etc.), notamment l’été où le Rayol-Canadel comme Cavalaire, stations balnéaires réputées, connaissent d’importantes hausses de la population avec l’arrivée des « Estivants ».
Finalement, à la fin des années 1990, un système satisfaisant a été mis en place : la venue en juillet et en août de prêtres extérieurs au diocèse qui, en « échange » de vacances à la cure désormais libre, s’engagent à desservir l’église (messes, animations, confessions, etc.). Cette solution, efficace, permet de maintenir la desserte hebdomadaire de l’église du Rayol et de la chapelle du Canadel.
Dans les années 1990 et 2000, des cultes protestants ont été occasionnellement organisés, avec l’accord du curé de la paroisse.

## Curés successifs
| Idendité                           | Cure                                  | Début | Fin  |
| ---------------------------------- | ------------------------------------- | ----- | ---- |
|                                    |                                       |       |      |
| Abbé Denevers                      | curé du Rayol-Canadel                 |       |      |
| Père Georges Michonneau            | curé du Rayol-Canadel                 |       | 1979 |
| Abbé Louis Poope                   | curé du Rayol-Canadel                 | 1982  | 1992 |
| Abbé Jean-Claude Pitometz          | curé de Cavalaire et du Rayol-Canadel | 1992  | 2010 |
| Abbé Robert Pembelé                | curé de Cavalaire et du Rayol-Canadel | 2010  | 2017 |
| Abbé Matthias (Maciej dit) Warowny | curé de Cavalaire et du Rayol-Canadel | 2017  | 2025 |

## Liens
- Rayol-Canadel-sur-Mer